# Sennedjem
| T23 · n | M29 | M · Y1 |

| T23 · n | M29 | M · Y1 |

Sennedjem (... – prima del XIV secolo a.C.) è stato un artigiano egizio durante la XIX dinastia egizia.
Sennedjem, che significa "dolce fratello", era un artigiano che lavorava nella Necropoli tebana e, segnatamente, alla realizzazione e manutenzione delle tombe reali della Valle dei Re; visse durante la XIX dinastia, sotto il regno di Seti I e di suo figlio Ramses II.

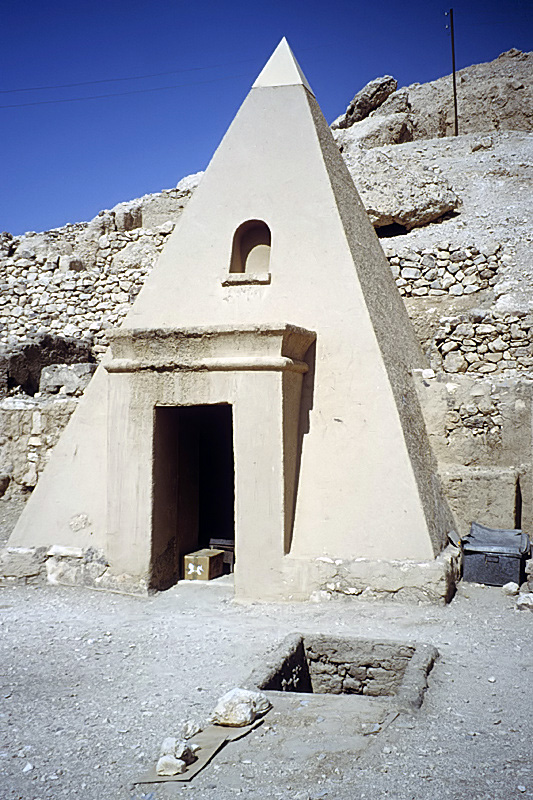
Tomba di Sennedjem con la sua piccola piramide.

Aveva il titolo di Servitore della sede della verità a ovest di Tebe . Aldilà della dizione di servo, in realtà Sennedjem era anche un funzionario di rango elevato con l'incarico di sorvegliante della necropoli dei re come dimostra, peraltro, la scena parietale che lo ritrae mentre impugna uno scettro sekhem, simbolo di potere.
| F21 · Aa15 | D36 · Aa12 · Aa13 | Q1 | X1 · O1 | Aa13 · X1 |

sDm-aS m st mAat

## Biografia
Sennedjem visse a Deir el-Medina, nel villaggio, fondato da Thutmosi I, riservato alle maestranze che erano impiegate nella costruzione e successiva manutenzione delle sepolture, sia reali che dell'ampia area nota come Tombe dei Nobili. Figlio di Kabekhnet e Tahennu; Inyferti fu sua moglie, Khonsu e Khabekhnet suoi figli. Di quest'ultimo, la cui tomba è la vicina TT2, è noto che avesse due mogli e che due dei suoi numerosi figli si chiamavano Bunakhtef e Rahotep.
Fu seppellito nella tomba contrassegnata dalla sigla TT1, nelle immediate adiacenze della sua abitazione. Come per altre tombe dell'area di Deir el_Medina riservate agli artigiani e lavoranti del Villaggio operaio, la TT1 è di modeste dimensioni, ma le decorazioni interne rispecchiano la notevole abilità di chi lavorava per la nobiltà più esigente e per lo stesso sovrano.
| M18 | M17 | Z4 · D54 | F35 | U33 | M17 | B1 |

ỉy-nfrtỉ

Nelle pitture parietali, oltre Sennedjem è rappresentata anche la sua sposa Inyferti, ovvero "Quella che viene in bellezza"; una delle scene più rappresentative e nota, è quella dei Campi di Iaru, in cui, dopo che il defunto è stato dichiarato "Giusto di voce", entrambi arano e mietono.

## Tomba TT1
La tomba di Sennedjem, catalogata TT1, venne scoperta intatta il 31 gennaio 1886 e acquisita il successivo 1 Febbraio dalle autorità egiziane tra cui Gaston Maspero, Urbain Bouriant e Eduard Toda i Güell.

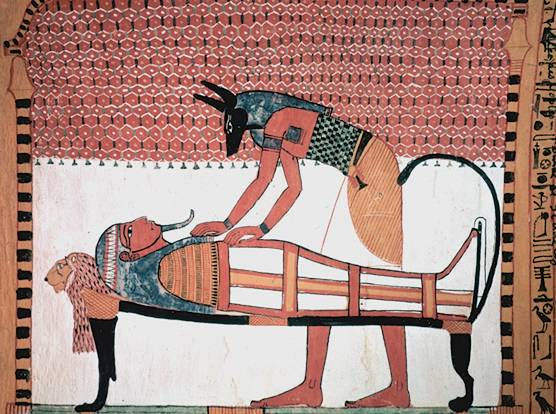
Sotto un elaborato baldacchino, Sennedjem è deposto con la testa ad ovest, sopra un letto zoomorfo dove il leone simboleggia la fine del viaggio nel Duat.

L'ipogeo era, verosimilmente, una tomba di famiglia dove vennero rinvenuti, all'atto della scoperta, venti mummie di varie generazioni. Dei venti corpi contenuti nella TT1, 9 in sarcofagi e gli altri semplicemente avvolti in bende, molti erano sicuramente ascrivibili alla famiglia del titolare Sennedjem; per altri quattro non è stato possibile risalire alla parentela con il titolare.

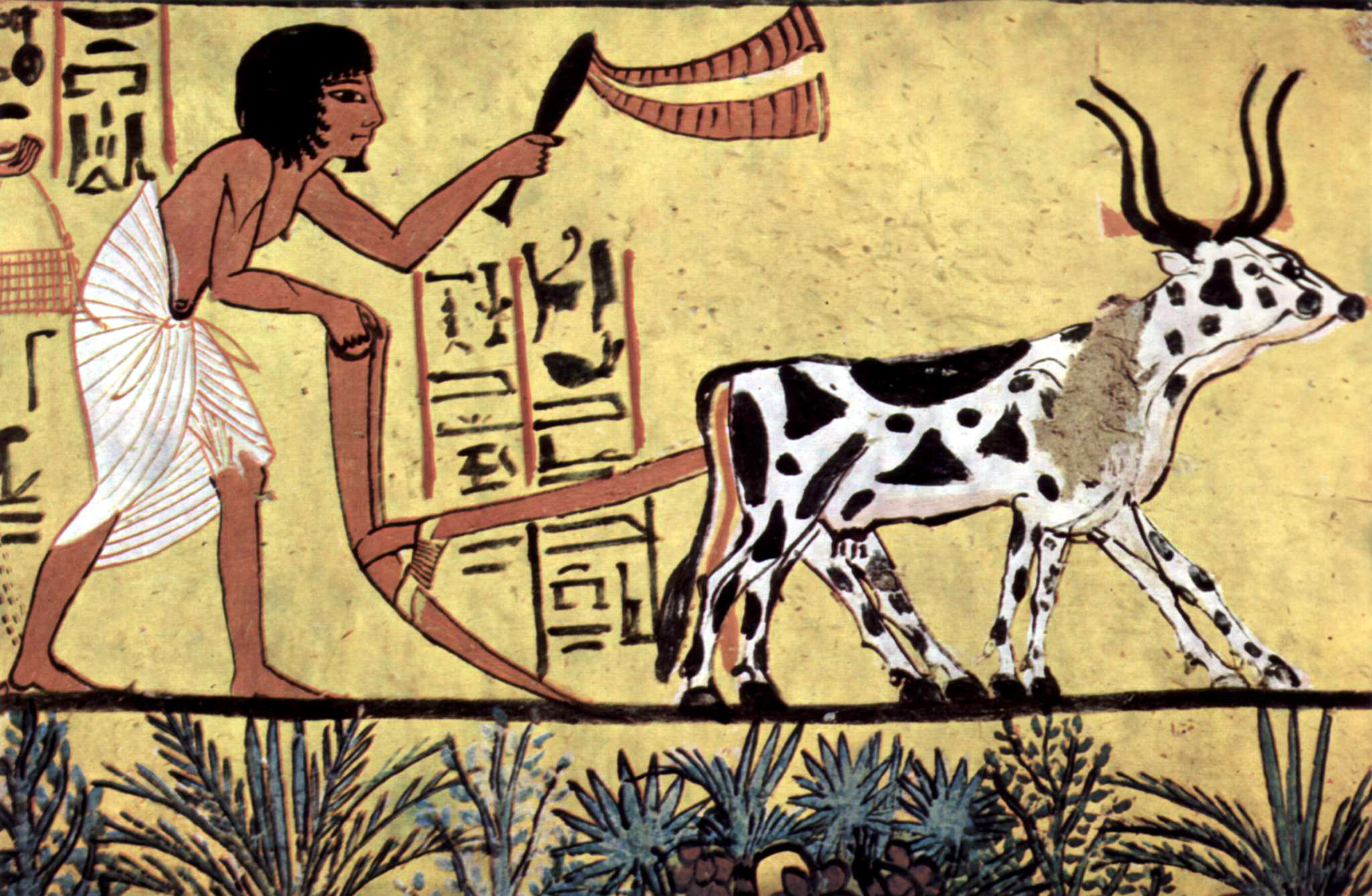
Inyferti semina dietro al consorte che ara mentre frusta due vacche.

La tomba di Sennedjem è uno dei migliori esempi di arte pittorica ramesside, la più interessante e la meglio conservata del sito.

## Altri nomi
- Sennedyem
- Sennegiem
- Sennudem
- Sennutem
- Sen-Nedjem

### Annotazioni
1. ↑  Set-Maat = "Luogo della Verità" era uno dei nomi con cui era noto il villaggio operaio di Deir el-Medina. Il villaggio era anche noto come Pa-demi, ovvero, semplicemente, "il villaggio".
2. ↑  Nel corso della cerimonia della psicostasia, il defunto, accompagnato da Anubi, si presentava dinanzi ad un tribunale in cui le attività svolte, in vita, venivano pesate confrontandole con una piuma rappresentante la dea Maat. Se i piatti della bilancia restavano in equilibrio, il defunto si era comportato correttamente nella vita appena terminata e, dichiarato "giusto di voce", veniva accolto nell'aldilà; in caso contrario, il cuore veniva gettato in pasto ad un essere composito (testa di coccodrillo, corpo di ippopotamo e coda di leone) che divorava il cuore e "uccideva" definitivamente il defunto non permettendogli la vita beata nell'aldilà.
3. ↑  Anche se strettamente non rientranti nella categoria dei "nobili", si è soliti comprendere nell'ampia denominazione di Tombe dei Nobili anche la necropoli degli operai e delle maestranze di Deir el-Medina che realizzavano le sepolture, specie reali, e che delle tombe curavano la manutenzione. Si tratta, generalmente, di tombe ad architettura cosiddetta "composita" in cui la sovrastruttura è costituita da una piccola piramide costruita in materiale povero e deperibile e da un ipogeo con un vano sotterraneo coperto da una volta a mattoni.

### Fonti
1. 1 2  Porter e Moss 1927,  pp. 8-9.
2. ↑  Tosi 2005,  vol. I, p. 157.